# Anolis whitemani
Espèce
Synonymes
- Audantia whitemani (Williams, 1963)
- Audantia whitemani whitemani (Williams, 1963)
- Audantia whitemani lapidosus /Schwartz, 1980)

Statut de conservation UICN

 LC  : Préoccupation mineure
Anolis whitemani est une espèce de sauriens de la famille des Dactyloidae. 

## Répartition
Cette espèce est endémique d'Hispaniola.

## Liste des sous-espèces
Selon The Reptile Database (18 décembre 2012) :
- Anolis whitemani lapidosus Schwartz, 1980
- Anolis whitemani whitemani Williams, 1963

## Étymologie
Cette espèce est nommée en l'honneur de Luc Whiteman.

## Publications originales
- Schwartz, 1980 : Variation in Hispaniolan Anolis whitemani Williams. Journal of Herpetology, vol. 14, no 4, p. 399-406
- Williams, 1963 : Anolis whitemani, new species from Hispaniola (Sauria, Iguanidae). Breviora, no 197, p. 1-8 (texte intégral).